# Phalacrocorax capensis
El cormorán de El Cabo (Phalacrocorax capensis) es una especie de ave suliforme de la familia Phalacrocoracidae nativa de las costas del sur de África.

## Distribución
Se reproduce desde Namibia en el norte, hasta la provincia del Cabo en el sur. En la temporada no reproductiva, puede ser encontrado tan al norte como la desembocadura del río Congo y por la costa este de África hasta Mozambique. En la década de 1970, la población reproductora se estimó en más de 1 millón sólo en Namibia. Sin embargo, la UICN ahora lo clasifica como "en peligro" debido a una rápida disminución de la población en las últimas tres generaciones.

## Descripción
Tiene el plumaje negro brillante casi en su totalidad, aunque durante época de reproducción tiene un tinte púrpura y unas cuantas plumas blancas en la cabeza, el cuello y las zonas cloacales. Tiene el saco gular de amarillo anaranjado profundo, inusualmente para un cormorán, y el área loreal emplumada. Las cuerda alar mide de 240 a 280 mm de extensión y pesa de 800 a 1600 gramos.